# Matt McCoy
Matt McCoy (nacido el 20 de mayo de 1958) es un actor estadounidense.

## Biografía
McCoy nació en Texas. Se crio en Bethesda, Maryland, y asistió a Walter Johnson High School, donde se graduó en 1974. Comenzó a actuar cuando apareció en dos obras de teatro en el festival de acto dirigido por el estudiante: "Winners" de Brian Friel y "Footsteps of Doves" de Robert Anderson.
Desde su papel como sargento, Nick Lassard en Loca academia de policía 5: Operación Miami Beach (1988) y de Loca academia de policía 6: Ciudad sitiada (1989), sus créditos en el cine han incluido las películas de Curtis Hanson La mano que mece la cuna (1992) y L.A. Confidential (1997), así como la comedia de acción de Seguridad Nacional (2003) junto a Martin Lawrence y Steve Zahn. McCoy también ha trabajado regularmente en la televisión; sus créditos incluyen un protagónico en la comedia de la NBC We Got It Made y apariciones en Murder, She Wrote, Star Trek: The Next Generation, Las chicas de oro, La Niñera, LA Law, Melrose Place, Policías de Nueva York, Chicago Hope, Sabrina, the Teenage Witch, Six Feet Under, The West Wing, Carnivàle, CSI: NY y Studio 60 on the Sunset Strip. McCoy también interpretó Lloyd Braun en dos episodios de Seinfeld (el personaje se jugó en un episodio anterior de Peter Keleghan).
McCoy ha aparecido en tres películas de temática: Bigfoot Bigfoot: The Unforgettable Encounter (1994), Little Bigfoot (1997) y Abominable (2006).
McCoy también narró un documental de la montaña St. Helens en 1997 titulado Fire Mountain: La erupción y el renacimiento de la montaña St. Helens.
En 2014, McCoy promovió Seguros Hartford en infomerciales televisados.